# قالب‌بندی (بتن‌ریزی)

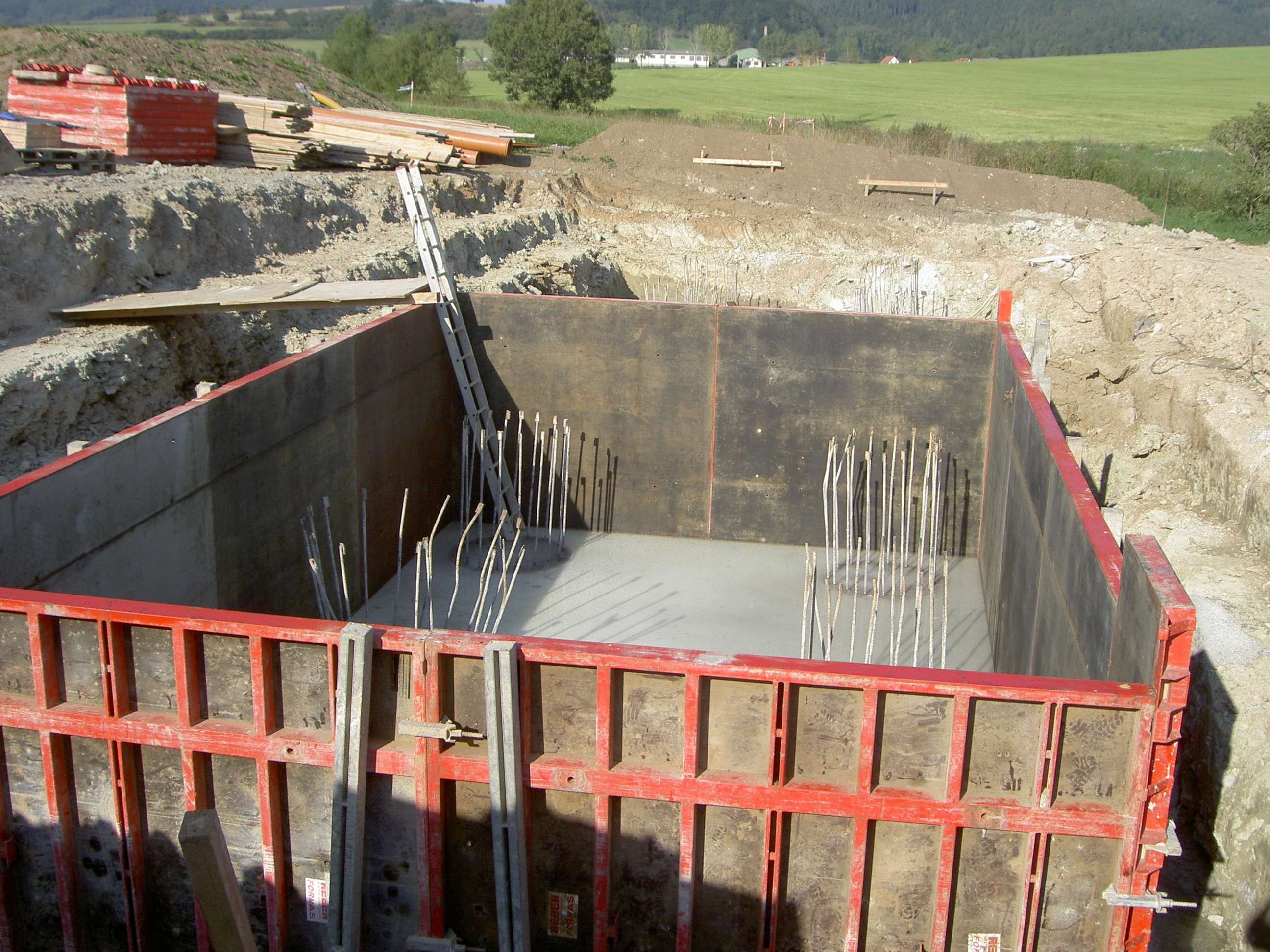
Modular steel frame formwork for a foundation

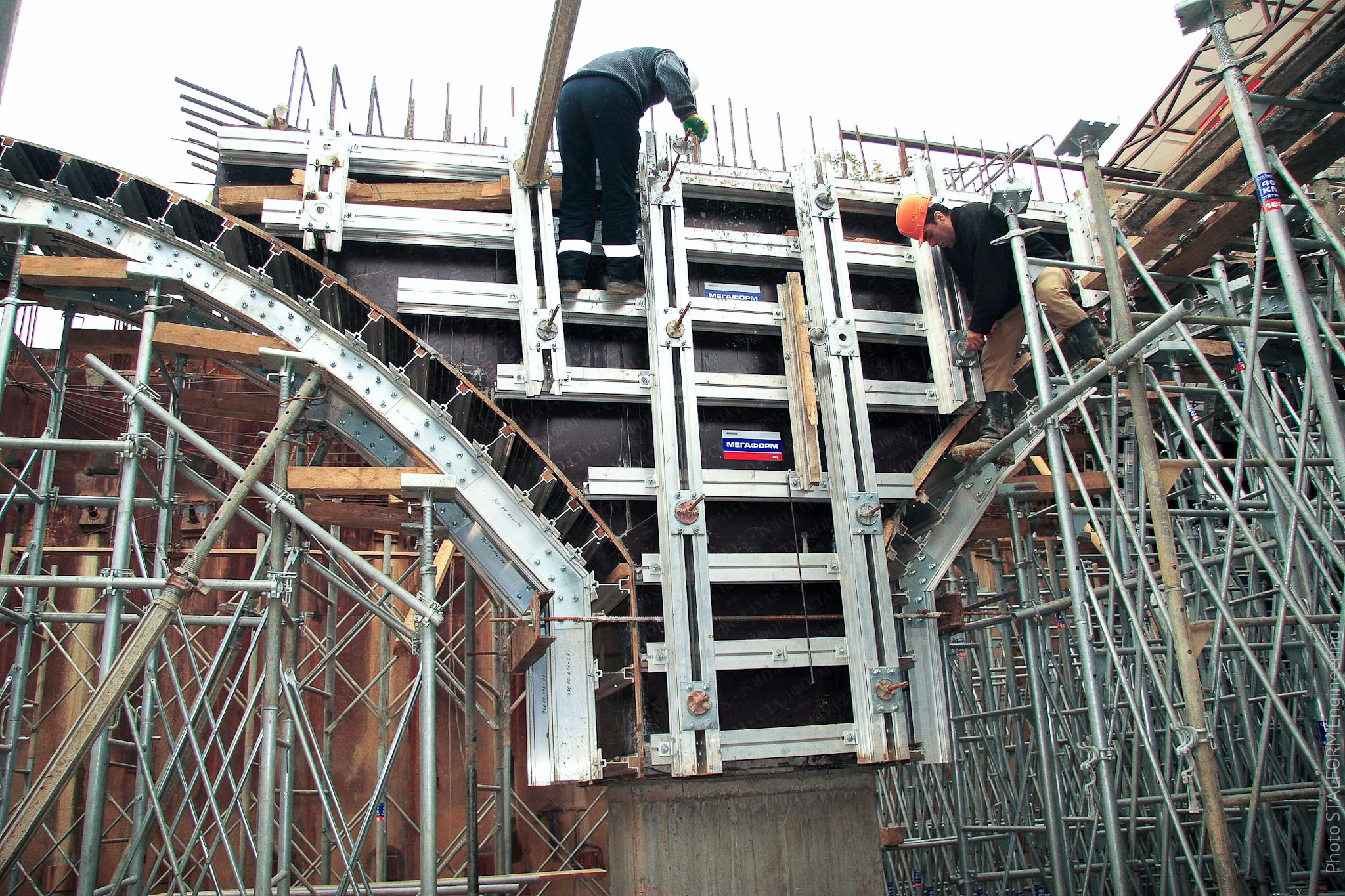
Aluminum formwork System

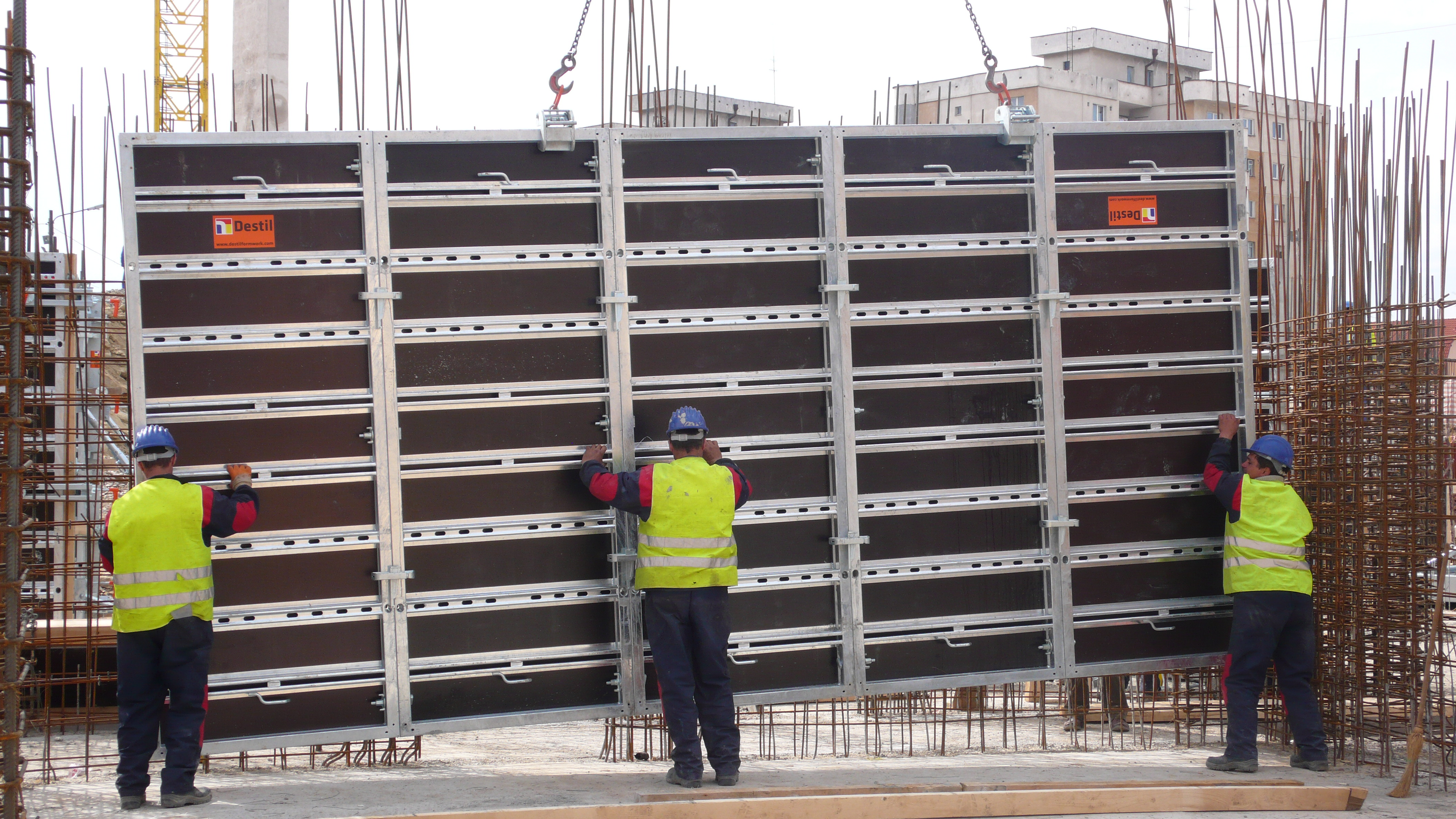
Placing a formwork component

قالب بندی(shuttering) عبارت است از کارهای معین در مدت زمان معین برای انجام یک سری عملیات ویژه به صورت دائم یا موقت برای پر کردن آن محل توسط بتن یا مصالح مشابه.معمولاً در کارهای بتنی داربست به عنوان تکیه گاههای قالب بندی استفاده می گردد.

## محل های کاربرد
1. قطعات اسکلت بتنی
2. سقف های بتنی

## انواع سیستم های قالب بندی
انواع مصطلح قالب بندی به چند گونه مختلف می باشد:

### قالب بندی سنتی چوبی
از انواع چوب و تخته سه‌لایی یا نئوپان ضدآب در محل کار ساخته می شود.این نوع قالب بندی از لحاظ کار بسیار ساده بوده ولی برای پروژه های بزرگ وقت گیر می باشد.ضمناً رویه نئوپان های مصرفی به‌طور معمول طول عمر کمی دارند.با این وجود در مناطقی که قیمت نیروی کار به نسبت تهیه قالب های پربازده کمتر است استفاده گسترده‌ای دارد.از سوی دیگر قالب بندی چوبی به دلیل انعطاف بالای آن در کنار سایر سیستم های قالب بندی به عنوان راه‌حلی برای محلهای بغرنج بکار می رود.

### سیستمهای قالب بندی مهندسی
این نوع از قالب ها معمولاً توسط یک سری قطعات و اتصالات حاضری از جنس فلزاتی چون فولاد یا آهن ساخته می شوند که سطوح در تماس با بتن آنها با ساختار مدنظر طرح نهائی المان ها پوشیده می شود.چهار ویژگی اساسی این سیستم در قیاس با سیستم قالب بندی سنتی چوبی سرعت کار بالا و جلوگیری از هدر رفت منابع ارزشمند چوبی در دسترس و قابلیت بازیافت مصالح مورد مصرف ازکارافتاده و کارایی بالای قطعات مصرفی حداقل به میزان یکصد برابر سیستم چوبی می باشد.جکهای فلزی و قالب های فلزی و نشیمن های خرپائی از جمله نمونه های رایج این سیستم می باشد

## نگارخانه

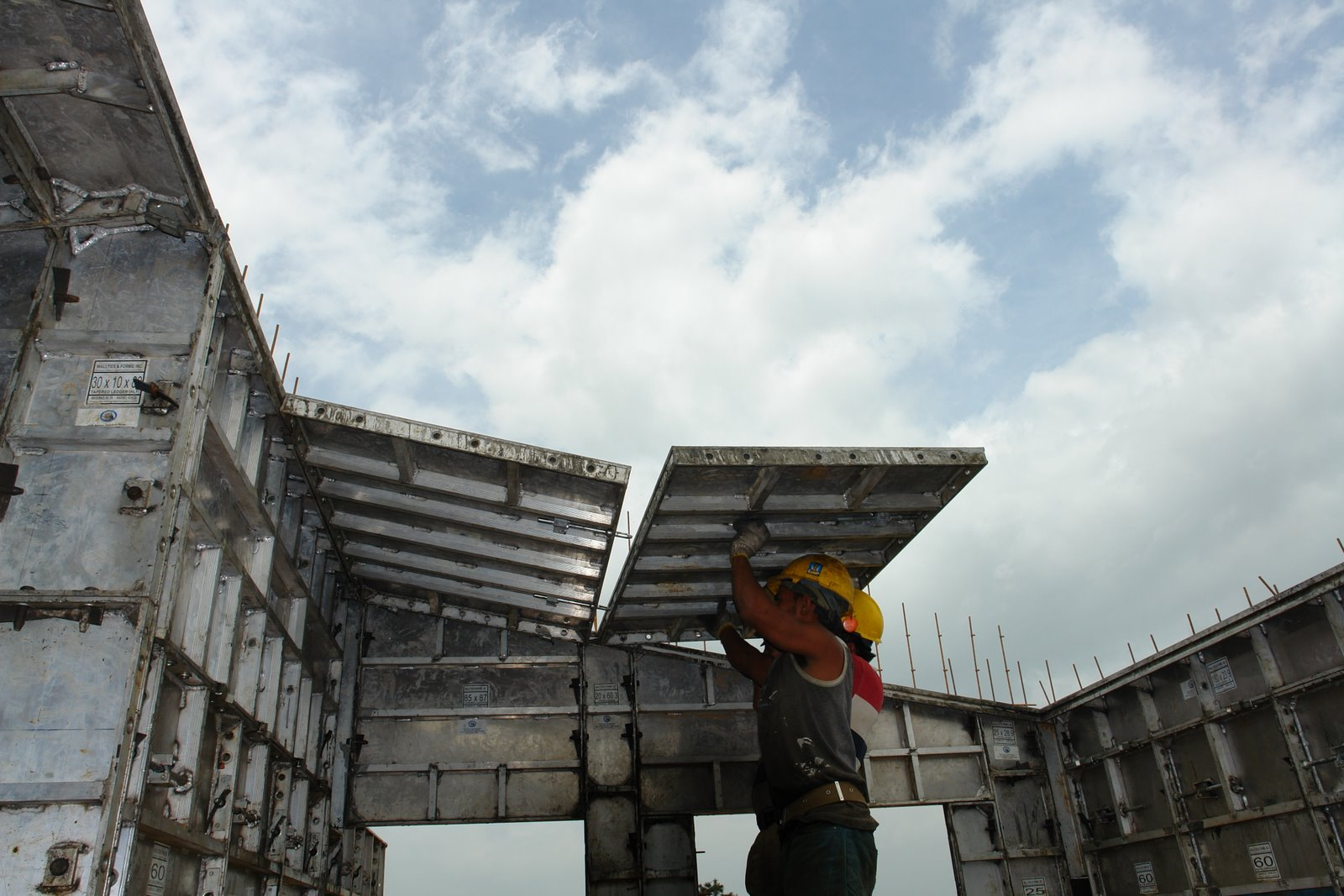
Hand setting modular aluminum deck formwork
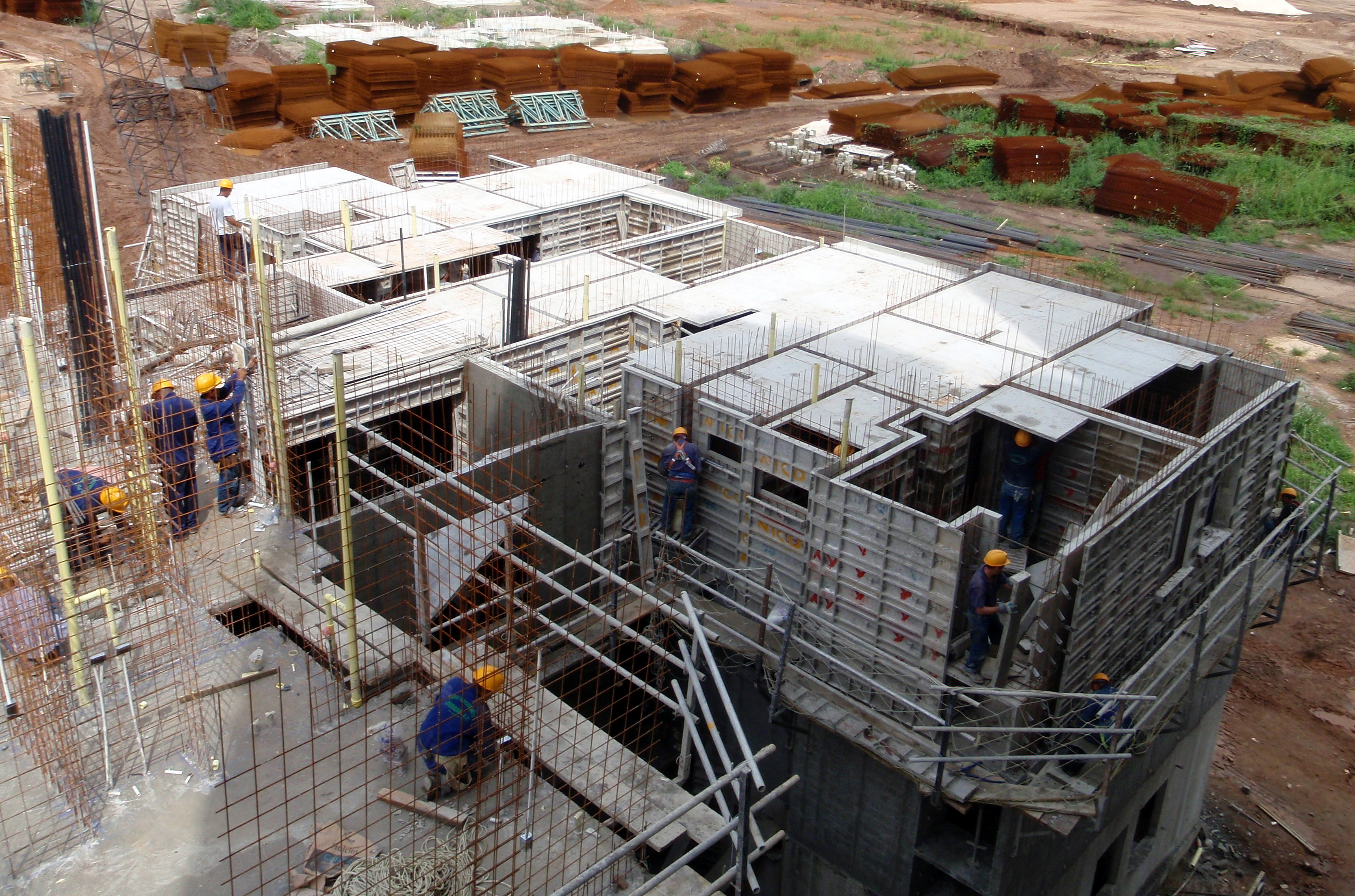
Handset modular aluminum formwork
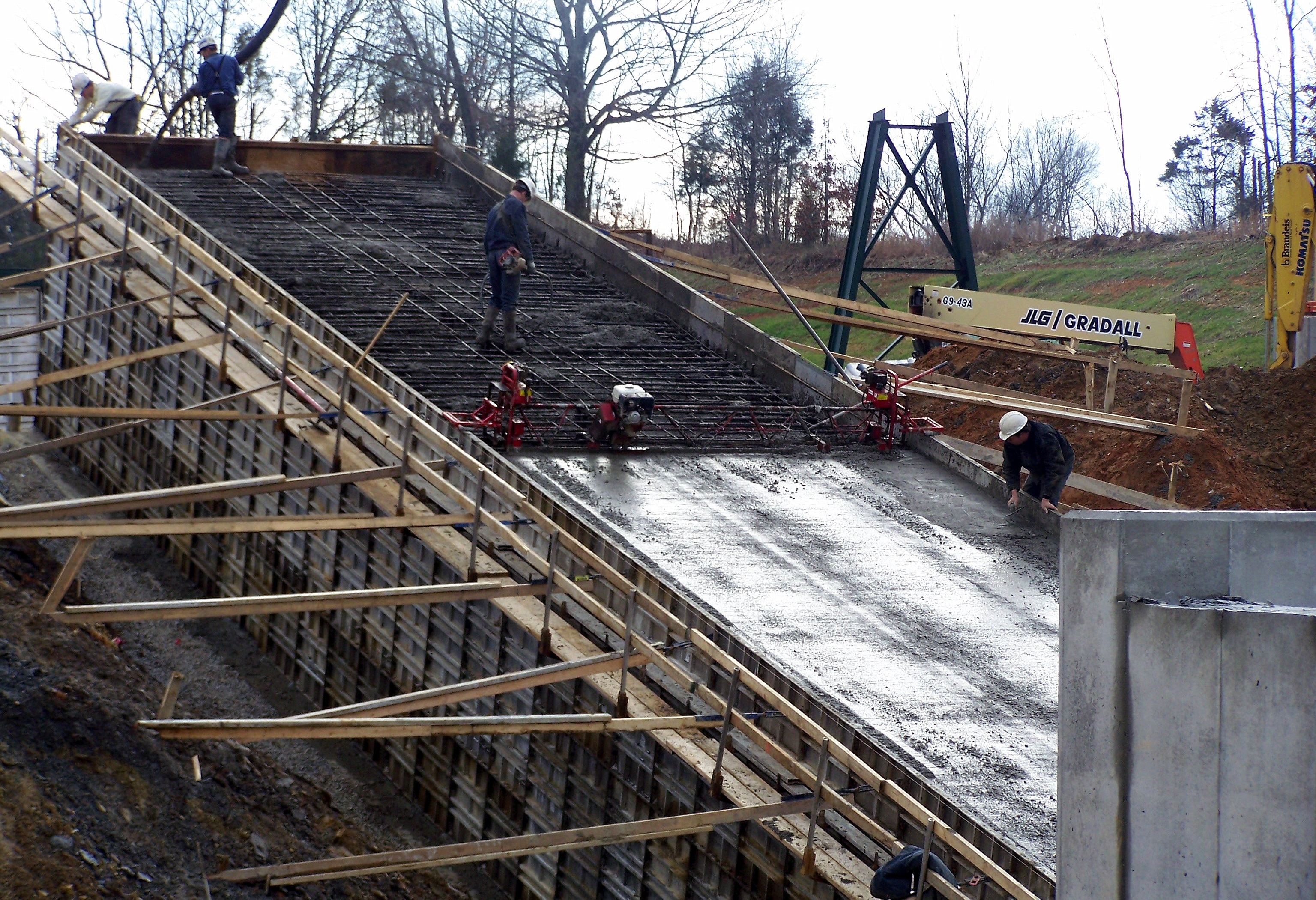
Coal tunnel constructed using handset aluminum concrete forms.
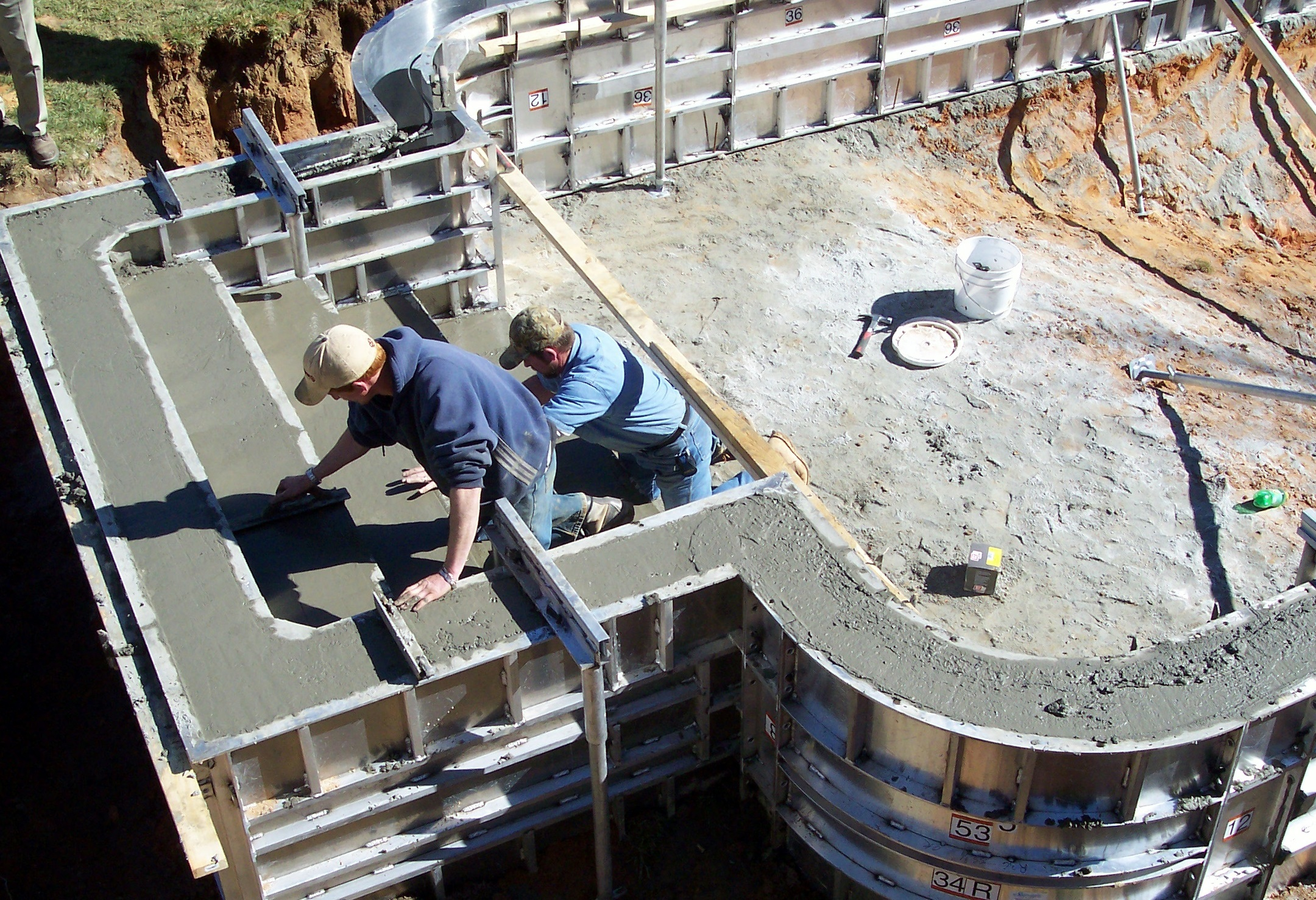
Concrete pool construction using aluminum concrete forms.
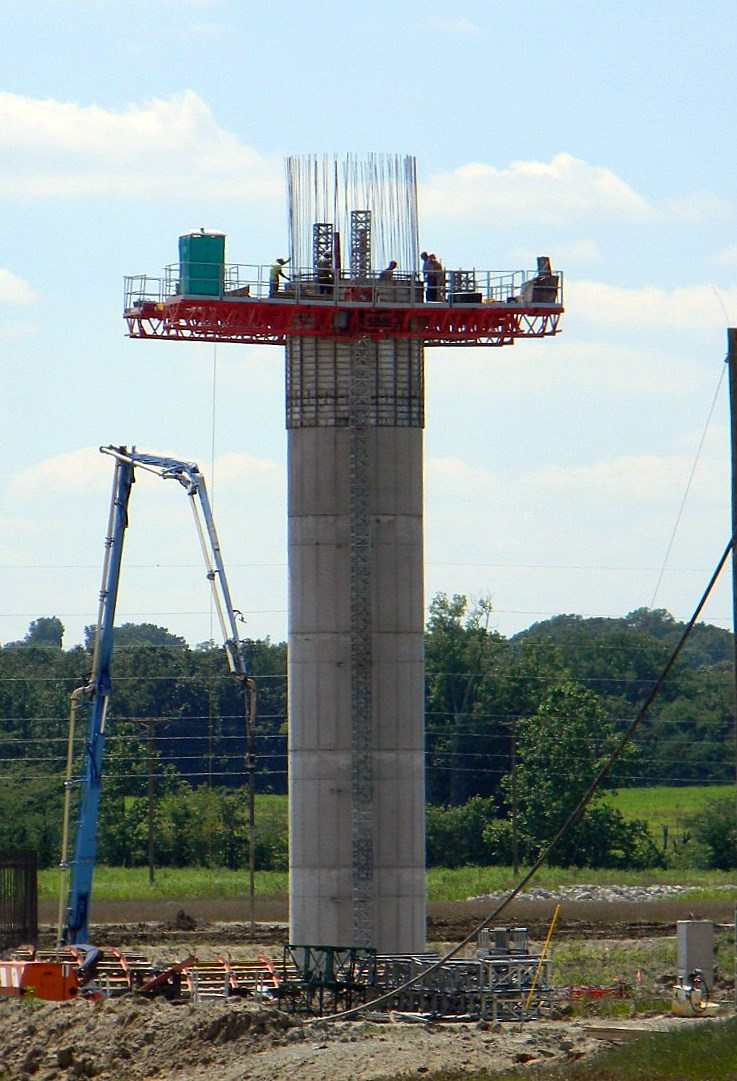
Coal silo construction using radius concrete formwork.
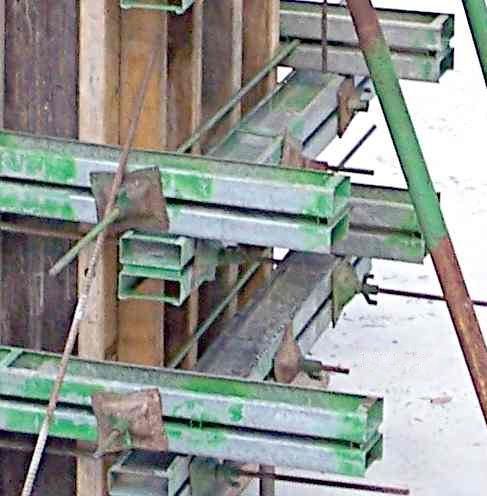
Detail of an alternative to column clamps for larger columns. Twin steel walers and tie bolts, as used in wall forms.
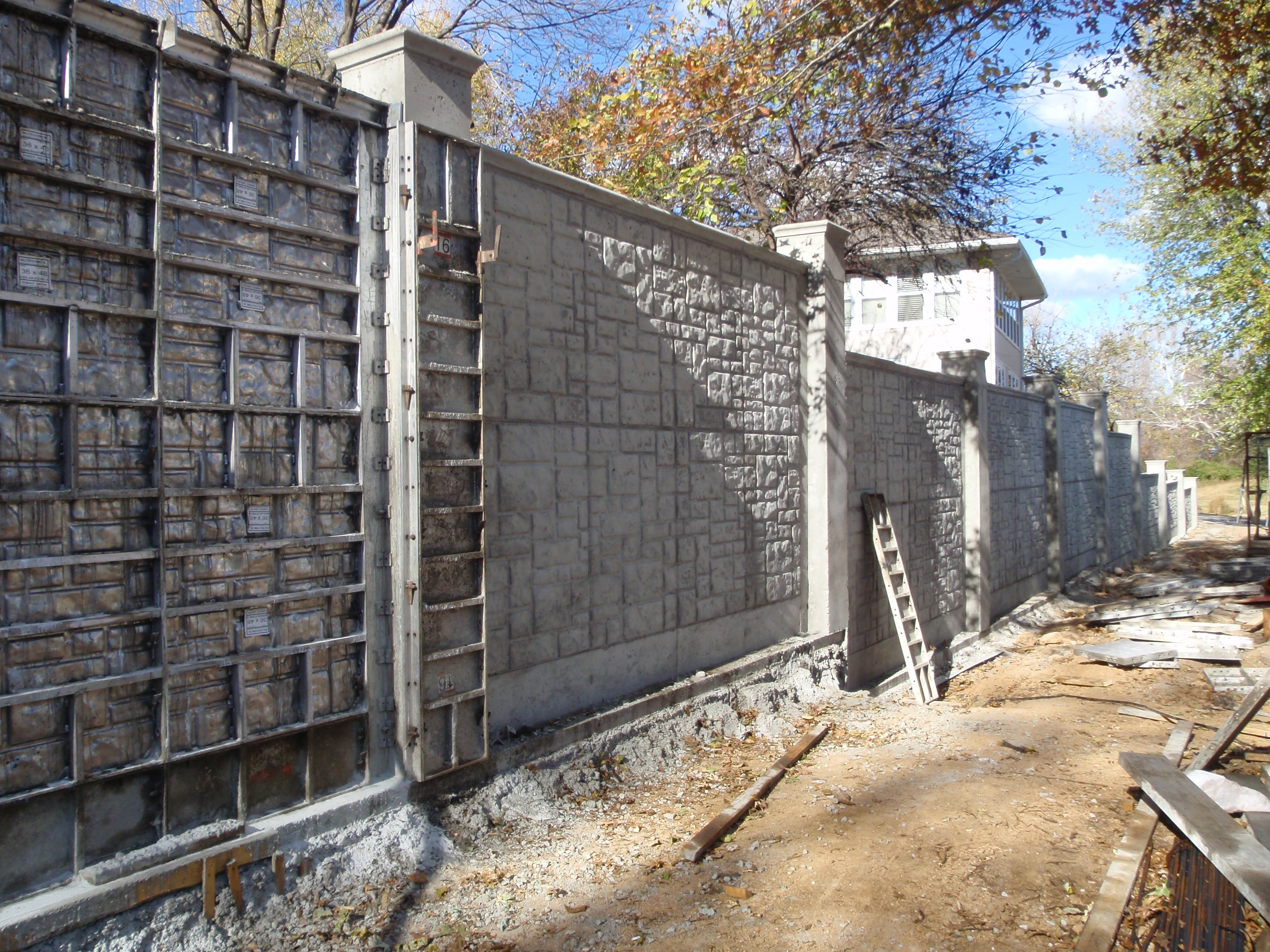
Concrete fence construction using ashlar stone aluminum concrete forms.
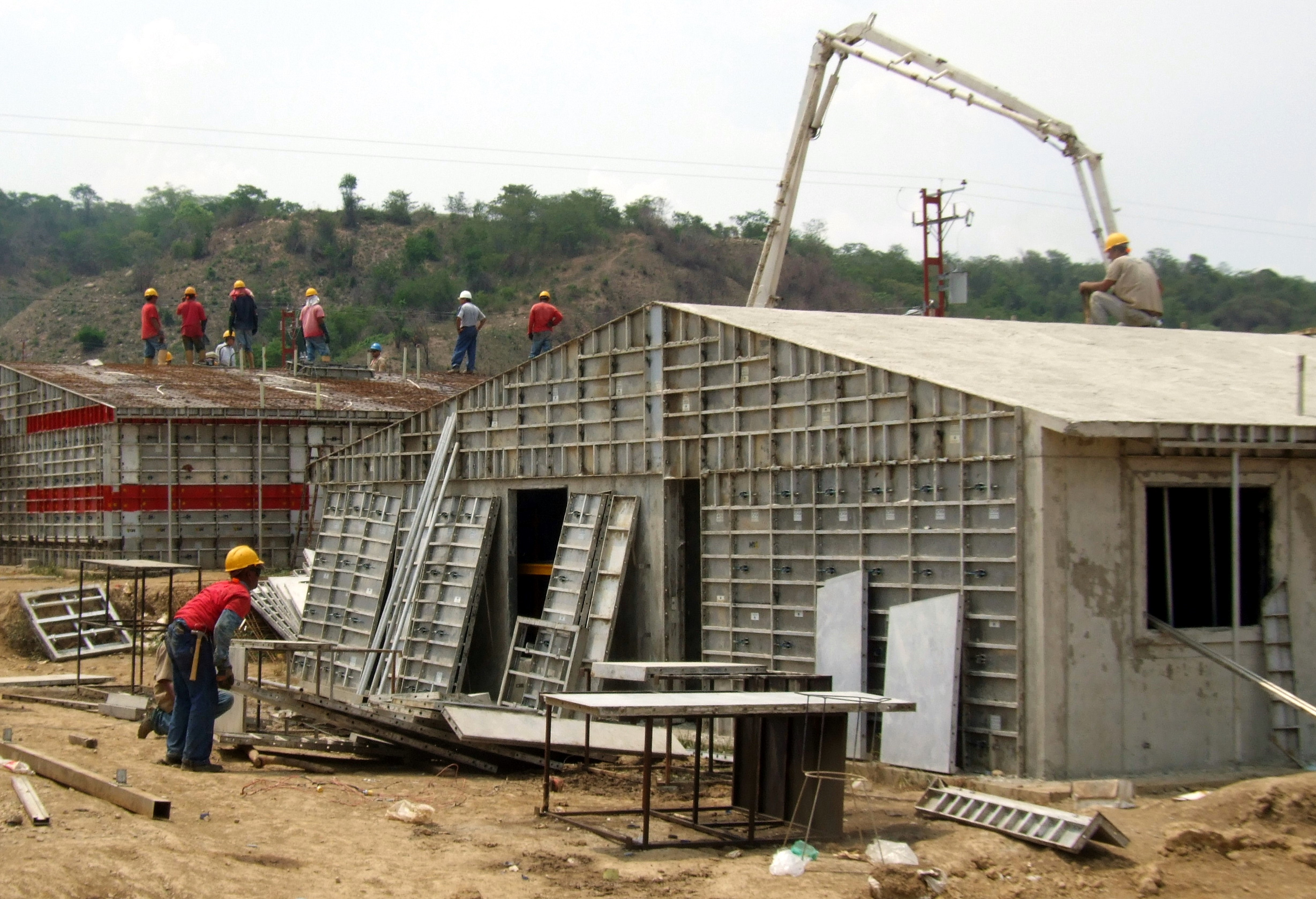
Concrete housing construction in Venezuela using aluminum concrete formwork.
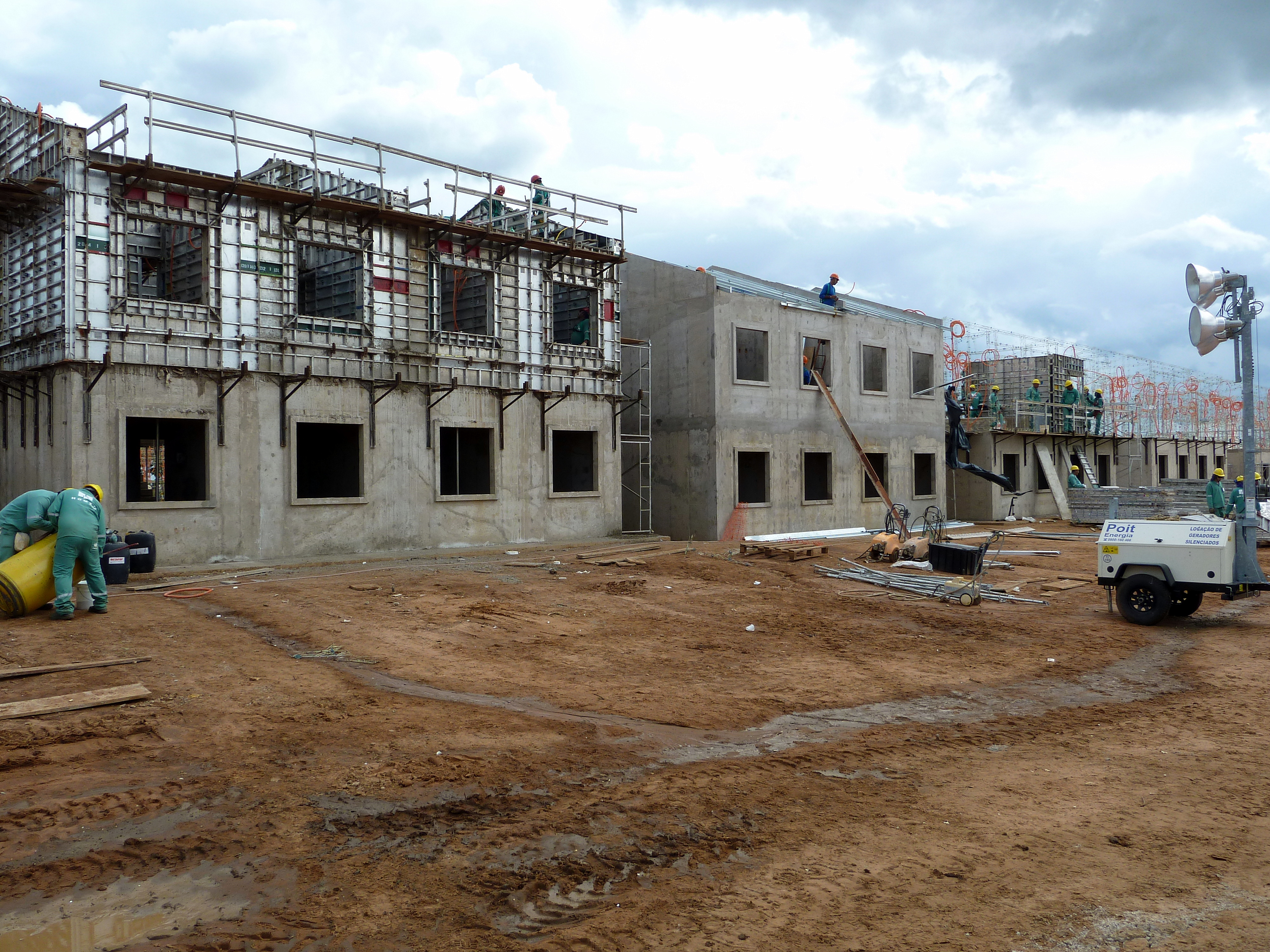
Concrete construction in Brazil using handset aluminum concrete formwork.
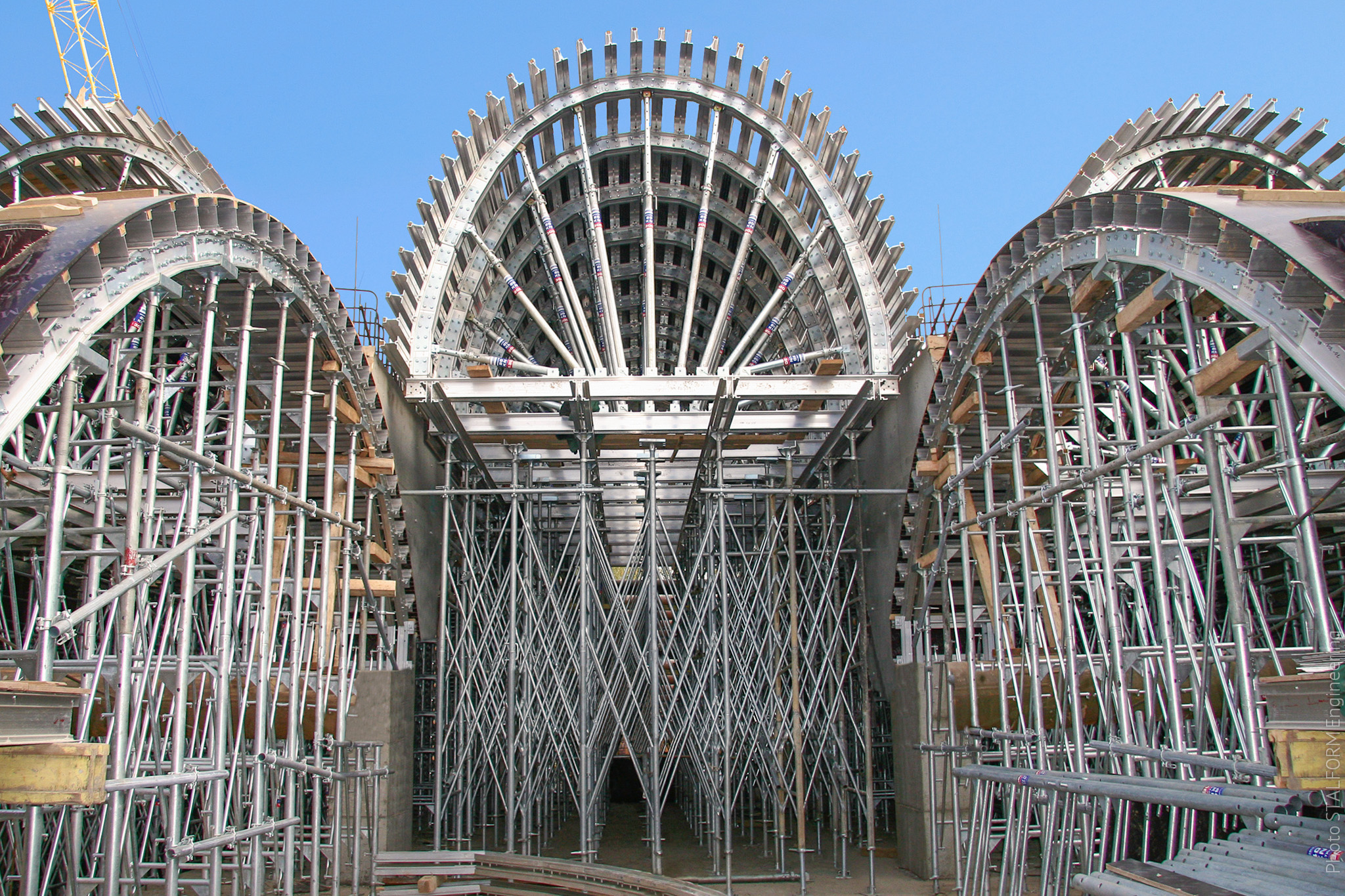
Concrete construction in Moscow metro using special aluminum concrete formwork
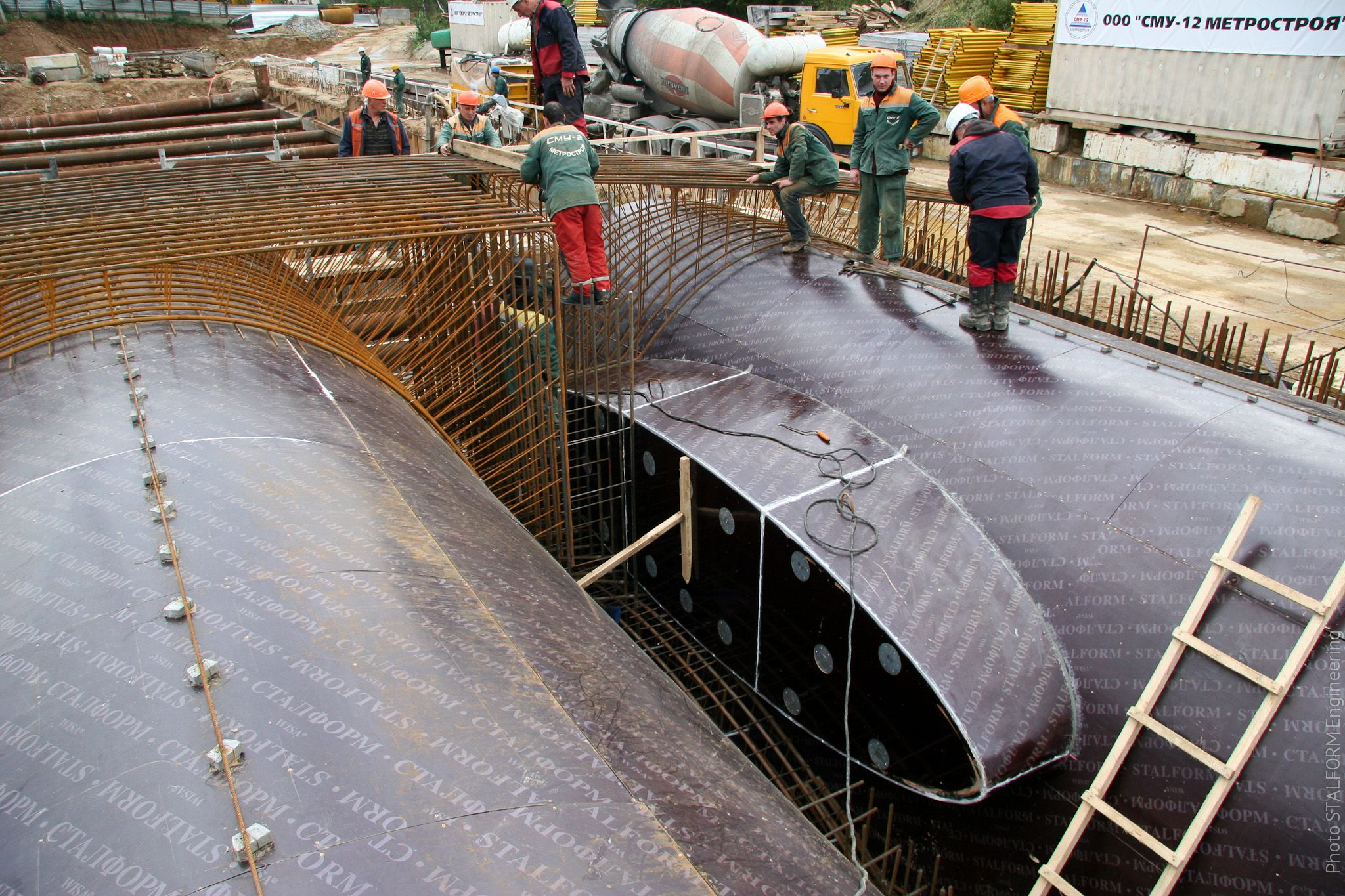
Engineered Formwork System in Moscow metro
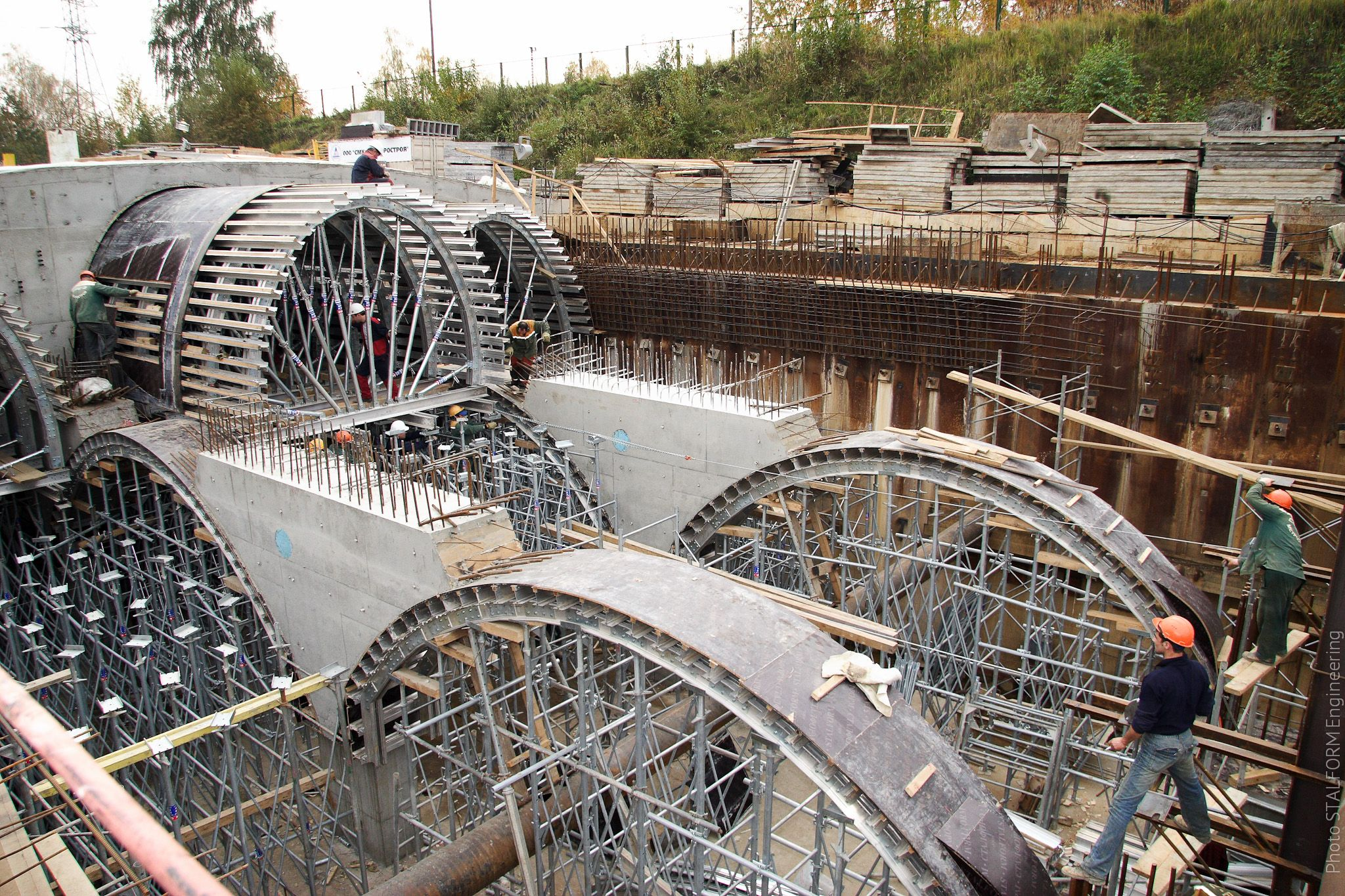
Engineered Formwork System in Moscow metro

## پیوندها
- Climbing formwork (formwork that climbs up the rising building during the construction)
- پوشش بتن (depth of the concrete between reinforcing steel and outer surface)
- Moladi (plastic formwork system)